# Araneus herbeus
Araneus herbeus là một loài nhện trong họ Araneidae.
Loài này thuộc chi Araneus. Araneus herbeus được Tord Tamerlan Teodor Thorell miêu tả năm 1890.